# Ussy-sur-Marne
Ussy-sur-Marne és un municipi francès, situat al departament de Sena i Marne i a la regió de Illa de França. L'any 2007 tenia 940 habitants.
Forma part del cantó de La Ferté-sous-Jouarre, del districte de Meaux i de la Comunitat de comunes del Pays fertois.

## Demografia

### Població
El 2007 la població de fet d'Ussy-sur-Marne era de 940 persones. Hi havia 354 famílies, de les quals 96 eren unipersonals (52 homes vivint sols i 44 dones vivint soles), 93 parelles sense fills, 133 parelles amb fills i 32 famílies monoparentals amb fills.
La població ha evolucionat segons el següent gràfic:
Habitants censats

### Habitatges
El 2007 hi havia 403 habitatges, 358 eren l'habitatge principal de la família, 38 eren segones residències i 6 estaven desocupats. 362 eren cases i 36 eren apartaments. Dels 358 habitatges principals, 267 estaven ocupats pels seus propietaris, 80 estaven llogats i ocupats pels llogaters i 12 estaven cedits a títol gratuït; 5 tenien una cambra, 34 en tenien dues, 55 en tenien tres, 68 en tenien quatre i 195 en tenien cinc o més. 272 habitatges disposaven pel capbaix d'una plaça de pàrquing. A 197 habitatges hi havia un automòbil i a 127 n'hi havia dos o més.

### Piràmide de població
La piràmide de població per edats i sexe el 2009 era:
| Homes | Edats   | Dones |
| ----- | ------- | ----- |
| 0     | 95 o +  | 0     |
| 0     | 90 a 94 | 0     |
| 16    | 85 a 89 | 0     |
| 4     | 80 a 84 | 12    |
| 16    | 75 a 79 | 4     |
| 8     | 70 a 74 | 32    |
| 4     | 65 a 69 | 8     |
| 24    | 60 a 64 | 28    |
| 40    | 55 a 59 | 20    |
| 16    | 50 a 54 | 40    |
| 32    | 45 a 49 | 24    |
| 12    | 40 a 44 | 20    |
| 28    | 35 a 39 | 40    |
| 52    | 30 a 34 | 28    |
| 28    | 25 a 29 | 32    |
| 32    | 20 a 24 | 24    |
| 12    | 15 a 19 | 32    |
| 28    | 10 a 14 | 32    |
| 20    | 5 a 9   | 32    |
| 28    | 0 a 4   | 16    |

## Economia
El 2007 la població en edat de treballar era de 620 persones, 455 eren actives i 165 eren inactives. De les 455 persones actives 416 estaven ocupades (228 homes i 188 dones) i 38 estaven aturades (16 homes i 22 dones). De les 165 persones inactives 43 estaven jubilades, 75 estaven estudiant i 47 estaven classificades com a «altres inactius».

### Ingressos
El 2009 a Ussy-sur-Marne hi havia 359 unitats fiscals que integraven 971,5 persones, la mediana anual d'ingressos fiscals per persona era de 19.932 €.

### Activitats econòmiques
Dels 26 establiments que hi havia el 2007, 1 era d'una empresa alimentària, 1 d'una empresa de fabricació d'altres productes industrials, 6 d'empreses de construcció, 4 d'empreses de comerç i reparació d'automòbils, 2 d'empreses d'hostatgeria i restauració, 3 d'empreses immobiliàries, 6 d'empreses de serveis, 2 d'entitats de l'administració pública i 1 d'una empresa classificada com a «altres activitats de serveis».
Dels 7 establiments de servei als particulars que hi havia el 2009, 3 eren paletes, 1 guixaire pintor, 1 electricista, 1 perruqueria i 1 restaurant.
Dels 2 establiments comercials que hi havia el 2009, 1 era una botiga de menys de 120 m² i 1 una fleca.
L'any 2000 a Ussy-sur-Marne hi havia 6 explotacions agrícoles.

## Equipaments sanitaris i escolars
El 2009 hi havia una escola elemental.

## Poblacions més properes
El següent diagrama mostra les poblacions més properes.